# 死刑執行
『死刑執行』（しけいしっこう）は、文化放送の特別枠『文化放送報道スペシャル』として、2008年5月6日に放送されたドキュメンタリーのラジオ番組である。
2008年度日本民間放送連盟賞ラジオ報道番組部門・最優秀賞受賞作品。 

## 概要
制作：文化放送
- 1947年に発生した三人組拳銃強盗殺人事件の死刑確定囚の死刑前夜のお別れ会や死刑執行の様子を、当時の大阪拘置所の所長が、刑務官の教育目的で録音したテープを中心に、国民に死刑制度について考えてもらうため文化放送が企画して放送した番組。執行寸前、実姉との面会、読経の声、死刑囚の立つ床板の外れる音、ロープの軋む音など10分余り放送され、放送後、聴取者から多くの意見が放送局によせられた[注 1]。
- 放送内容から文化放送以外ではネットされるのが難しいと思われていたが、2008年6月以降、順次複数の放送局でネットされた（「放送局および放送時間」参照）。

## 放送局および放送時間
- 文化放送 - 2008年5月6日（火） 10時00分 - 10時54分
- ラジオ沖縄 - 2008年6月8日（日） 19時00分 - 19時54分
- ラジオ大阪 - 2008年6月14日（土） 20時00分 - 20時54分
- 南海放送 - 2008年6月22日（日） 19時00分 - 19時55分
- 福井放送 - 2008年6月23日（月） 19時00分 - 19時55分
- 山形放送 - 2008年6月29日（日） 21時00分 - 21時54分
- 中部日本放送（現在のCBCラジオ）[注 2]2008年7月14日（月）当初、6月26日（木）に放送することを同局の朝のワイド番組内で、宮﨑勤死刑囚の死刑が執行されたという話題が出た時に発表していたが、当日になって、放送時間が現在表記の時間に変更されることが中止になる予定だった番組内で発表された[注 3]。
- 東北放送 - 2008年10月11日（土）20時00分 - 21時00分
- STVラジオ - 2008年11月14日（金）20時05分 - 21時00分
- 信越放送 - 2008年11月16日（日）21時00分 - 21時55分
- 新潟放送 - 2008年11月22日（土）21時00分 - 21時55分
- KBCラジオ - 2009年1月2日（金）23時00分 - 23時53分